# Розквітненська сільська рада
| Розквітненська сільська рада — колишній орган місцевого самоврядування у Станично-Луганському районі Луганської області з адміністративним центром у с-щі Розквіт. Сільській раді підпорядковані населені пункти: - с-ще Розквіт |

## Склад ради
Рада складається з 14 депутатів та голови.

### Керівний склад ради
| ПІБ                               | Основні відомості                                                                       | Дата обрання | Дата звільнення |
| --------------------------------- | --------------------------------------------------------------------------------------- | ------------ | --------------- |
| Нечипуренко В'ячеслав Олексійович | Сільський голова, 1972 року народження, освіта, член Партії регіонів                    | 26.03.2006   | 01.11.2007      |
| Нечипуренко Володимир Миколайович | Сільський голова, 1955 року народження, освіта, безпартійний                            | 16.03.2008   | 31.10.2010      |
| Діденко Віталій Олексійович       | Сільський голова, 1977 року народження, освіта середня спеціальна, член Партії регіонів | 31.10.2010   |                 |

Примітка: таблиця складена за даними джерела